# Lepanthes inamoena
Lepanthes inamoena är en orkidéart som beskrevs av Carlyle August Luer. Lepanthes inamoena ingår i släktet Lepanthes och familjen orkidéer. Inga underarter finns listade i Catalogue of Life.